# Eriborus ryukyuensis
Eriborus ryukyuensis är en stekelart som beskrevs av Setsuya Momoi 1970. Eriborus ryukyuensis ingår i släktet Eriborus och familjen brokparasitsteklar. Inga underarter finns listade i Catalogue of Life.